# Taijitsu
 (novembre 2015).
Si vous disposez d'ouvrages ou d'articles de référence ou si vous connaissez des sites web de qualité traitant du thème abordé ici, merci de compléter l'article en donnant les références utiles à sa vérifiabilité et en les liant à la section « Notes et références ».
 (décembre 2013).
Le taijitsu ou taï-jitsu (japonais : 体術) désigne un art martial issu du Japon et transmis vers la France par Jim Alcheik, à partir des enseignements du Yoseikan-ryū du maître Minoru Mochizuki.
Bien que souvent présenté de manière caricaturale comme une synthèse moderne du judo, du karaté, de l'aïkido et du Shōrinji kenpō – synthèse attribuée à Roland Hernaez (9e dan F.F.K.D.A., BEES2 : Judo-Karaté-Aïkido) et ses collaborateurs –, le terme « taijitsu » signifie littéralement en japonais « techniques du corps » et renvoie à l’ancienne désignation des méthodes de combat à mains nues ayant conduit au concept de jūjutsu. Le qualificatif nihon accompagne souvent le terme pour rappeler son origine (nihon taijitsu), notamment dans un contexte de reconnaissance par les fédérations délégataires en France.

## Contexte historique et transmission
Dès 1951, le maître Minoru Mochizuki fut dépêché en Europe pour une mission culturelle et transmit, sous le nom d’aïkido-jūjutsu, sa méthode développée auprès de grands noms tels que Morihei Ueshiba, Jigorō Kanō et Kyuzo Mifune.
En 1957, Jim Alcheik, après avoir enseigné l’aïkido et le karaté, développa une méthode d’autodéfense baptisée taijitsu, issue des techniques apprises à Shizuoka (bien que ce fût surtout le maître Hiroo Mochizuki qui le forma pendant cette période).
À son retour en France, en 1958, Jim Alcheik fonda avec Emile Blanc et Robert Ebgui la FFATK (Fédération Française d'Aïkido, Taijitsu et Kendo). Après sa mort en 1962, Roland Hernaez, alors responsable technique national du « Nihon Taijitsu », structura et affina cette méthode en lui conférant une approche logique, cartésienne et progressive. D’autres personnalités telles que Alain Floquet et Raymond Cocatre ont également contribué à la transmission de cet art martial.

## Définition et terminologie
Le mot « taijutsu » est formé de deux kanji :
- Tai (体?) : corps ;
- Jutsu (術?) : art, moyen, technique.

Ainsi, le terme se traduit par « art du corps » ou « technique de corps ». Il n’est pas rare de rencontrer l’orthographe « taijitsu » ou « tai-jitsu », erreur résultant d’une mauvaise prononciation des occidentaux. Selon la méthode Hepburn, une autre romanisation donnerait pour « taijitsu » une signification différente, avec le kanji Jitsu (実) signifiant vérité, réalité ou sincérité, ce qui est en décalage avec la pratique martiale.

## Taijitsu européen et japonais
Le taijitsu européen, notamment en France, se distingue du taijutsu japonais traditionnel (ou Nihon Taijutsu), qui n’intègre pas les influences du judo, du karaté ou de l’aïkido. Toutefois, la distinction entre « taijitsu français » et « taijutsu japonais » reste sujette à débat, la discipline demeurant fondamentalement japonaise malgré quelques interférences techniques et conceptuelles.

## Styles spécifiques
- Karaté Taï-jitsu (ou Karaté Jitsu) : Affilié à la FFKDA, ce style, d’apparence plus récent, met en avant une approche centralisée reposant sur trois principes biomécaniques – « Ai » ou « Wa » (concordance), « Ju » (souplesse) et « Ken » (percussion) –, bien que cette orientation ne soit pas historiquement fondée.
- Nihon Taijitsu : Représenté notamment par le style de Roland Hernaez (10e dan), il conserve une forte identité japonaise et est affilié à la FFKDA.
- Taijitsu Do : Créé par Daniel Dubois (7e dan) et affilié à la FEKAMT, ce style revendique une volonté de retrouver l’esprit originel du sport, tout en restant confidentiel.
- Taijitsu classique : En tant que membre de la FFKDA, ce style a vu évoluer son corpus technique vers une approche plus orientée vers la défense personnelle, intégrant davantage d’éléments issus du karaté.

En Europe, notamment en Suisse, le tai-jitsu a été adapté par Maître Jean-Pierre Clément, issu du judo et du seikido, et se caractérise par une pratique axée sur le cercle et les projections, exclusivement en self-défense.

## Principes fondamentaux
Les techniques du taijitsu reposent sur quelques principes directeurs essentiels :
- Une parade par effacement ;
- Une focalisation sur les articulations et les points sensibles ;
- Des projections initiées à distance et suivies de coups ;
- Une défense toujours proportionnée à l’attaque subie.

## Techniques et entraînement
Le corpus technique du Nihon Tai-Jitsu comprend plus de 350 techniques de défense, dont :
- Les frappes (ou Atemi Waza) ;
- Les projections (Nage Waza) ;
- Les clés (Kansetsu Waza) ;
- Les techniques d’étranglement (Shime Waza).

Une séquence typique en taijitsu se compose d’une esquive (« Hirimi » ou « Hiraki »), suivie d’un atemi visant à déstabiliser l’adversaire, puis de l’exécution d’une technique (clé ou projection) et enfin d’une mise à l’abandon par un atemi final ou une clé.

### Kata (formes)
Le terme « kata » signifie « forme » ou « moule » et désigne un combat imaginaire où le pratiquant exécute des techniques de défense contre un ou plusieurs adversaires. Pratique présente dans l’ensemble des arts traditionnels japonais (« do »), le kata permet d’harmoniser corps et esprit dans la recherche de la perfection formelle.  
Les katas du taijitsu, inventés à la fin des années 1970 pour structurer la progression des pratiquants, se déclinent en plusieurs catégories (bases, applications des Kihon, fondamentaux avec partenaires, etc.) et incluent notamment des formes telles que :  
- Taijitsu Kata Shodan,
- Nidan,
- Sandan,
- Yodan (par deux),
- Godan, et d’autres variantes spécifiques aux écoles (ex. Juni No Kata, Yori No Kata, Taisabaki No Kata, Söshun).

### Bases et exercices complémentaires
Les techniques de base, structurées autour de huit saisies de poignets, sont conçues pour faciliter l’apprentissage d’un système défensif. Elles se répartissent en trois séries :  
- Bases projections
- Bases clés
- Bases atémis

En complément, la pratique intègre des randori (combats), des exercices de Kobudō, l’étude des chutes (Ukemi), des techniques de Kuatsu et d’autres aspects du Budō. On y trouve également huit esquives de base utilisées dans la majorité des défenses.

### Détail des techniques
- Atémi Waza (frappes) : Inclut des frappes exécutées à l’aide des membres inférieurs (pieds, genoux, etc.) et supérieurs (poings, coudes, etc.). Parmi les techniques de pied, on retrouve le Mawashi Geri (coup de pied circulaire), Mae Geri (coup de pied de face), Ura Mawashi Geri (coup de pied circulaire inversé), Mikazuki Geri (coup de pied en croissant de lune), Yoko Geri (coup de pied de côté) et Yoko Geri Kekomi (coup de pied de côté pénétrant).
- Kansetsu Waza (clefs articulaires) : Ces techniques consistent en des torsions visant à désorganiser muscles, tendons ou os. Pour éviter toute blessure, le pratiquant frappant intervient dès que la douleur devient trop forte.
- Nage Waza (projections) : Inspirées du Judo et du Ju-jitsu, ces techniques s’accompagnent d’exercices de « brise-chute » (Ukemi) pour la sécurité du pratiquant.
- Randori : Exercice d’expression libre se pratiquant de manière codifiée (temps chronométré, séquences imposées, alternance entre Tori et Uke). Le randori vise à tester la réalisabilité des techniques dans un contexte de combat réel et permet d’atteindre un état de détachement total (« Mushin »).

## Compétitions
En France, le taijitsu se décline en deux formats de compétitions :
- La Coupe régionale (organisée par région) ;
- La Coupe de France, qui réunit les cinq premiers de chaque région dans un système à élimination directe (quarts, demi-finales et finale).

Les rencontres opposent des combattants, identifiés par des ceintures (par exemple bleue et rouge), et se déroulent soit sous forme de randori (durée variable selon l’âge), soit par une série de saisies et d’atemis. Trois arbitres évaluent la performance selon la puissance, la technique, l’esquive et la saisie. Depuis 1981, la Coupe de France attire entre 300 et 400 compétiteurs. Quelques résultats notables sont :
- 2000 : Samuel Docquois (Ligue Flandres Artois) – vainqueur seniors ceinture noire ;
- 2001 : Samuel Docquois (Ligue Flandres Artois) – vainqueur seniors ceinture noire ;
- 2002 : Rudy Bailleux (Ligue Flandres Artois) – vainqueur seniors ceinture noire ;
- 2003 : Grégory Denise (Ligue Île-de-France) – vainqueur seniors ceinture noire ;
- 2004 à 2006 : Thomas Schmit (Ligue Île-de-France) – vainqueur seniors ceinture noire ;
- 2007 : Fabrice Caudron (Ligue Flandres Artois) – vainqueur seniors ceinture noire ;
- 2008 : Rothe Bastien (Ligue Franche Comté) – vainqueur seniors ceinture noire ;
- 2009 : Jean-Pierre Dal (Ligue Flandres Artois) – vainqueur seniors ceinture noire.

## Passages de grades et ceintures noires

### 1erDan
Les conditions pour le passage en ceinture noire au 1er dan sont les suivantes :
- Âge minimum requis : 14 ans ;
- Trois licences obligatoires (dont celle de l’année en cours) ;
- Un an de pratique à partir de la ceinture marron ;
- Le passage se fait en trois modules, chacun évalué par un jury différent.

#### Module 1
Le candidat effectue :
- Des techniques de base simples sur trois pas en aller-retour (« Kihon ») ;
- Un exercice de Kihon Ippon Kumité, exécutant l’ensemble des attaques et défenses à droite et à gauche.

#### Module 2
Le candidat présente :
- Le kata de base de son choix (Tai Jitsu Kata Shodan, Nidan ou Sandan) ou éventuellement un kata de karaté ;
- Deux séries parmi les huit séries de techniques de bases, démontrant atémi, clés et projections à droite et à gauche.

#### Module 3
Le candidat réalise :
- Une démonstration technique de dix techniques face à des attaques imposées (provenant de différentes directions) ;
- Un randori libre d’une durée d’une minute quinze avec un partenaire, sans intervention d’armes.

## Hauts gradés et titres

### Hauts gradés de Taï-Jitsu Français
- Ceinture noire 6e dan :  
  - Christian BISONI (Expert Fédéral FFKDA).

- Ceinture noire 5e dan :  
  - Pascal ROTUNDO
  - Dominique LEBIHAN
  - Jean-Pierre DAL
  - Pascal THIBAUT
  - Nicolas RUFINO LATAS

### Hauts gradés du Nihon Taijitsu français
- Ceinture noire 9e dan :  
  - Roland Hernaez

- Ceinture noire 8e dan :  
  - Georges Hernaez
  - Daniel Dubois (FEKAMT)

- Ceinture noire 7e dan :  
  - Raymond Jugeau (5e dan de Judo)
  - Max Lormeteau
  - Philippe Avril
  - Vik Hridayanand Bhadye

- Ceinture noire 6e dan :  
  - Jean-Paul Billault
  - Gérard Targa
  - Orlando Bertolini
  - Marc Bertolini
  - Dominique Bouny
  - Thierry Durand
  - Philippe Galais
  - Christophe Gauthier
  - Daniel Faynot
  - Jean-Luc Lemoine
  - Gerard Thubert
  - Didier Crouzat
  - Philippe Lefranc
  - Richard Folny
  - Henriet Olivier

- Ceinture noire 5e dan :  
  - Jean Jugeau
  - Patrick Malenfant
  - Didier Roger
  - Patrick Fezay
  - Serge Rebois
  - Laurent Courtay
  - Grégoire Grés
  - Barrois Patrick

### Titres internes
Les titres internes (experts et titres japonais honorables) ne sont pas reconnus par l’administration française et s’appuient sur des critères techniques et de fidélité aux traditions martiales.

#### Experts
L’attribution du titre d’expert repose sur la possession du brevet d’état 1er degré (BEES1), du grade de Yodan (4e dan) et du titre de Renshi délivré par un organisme japonais. La ceinture correspondante est noire avec deux extrémités rouges. Ce titre, déclinable en niveaux régional, national ou international, a été porté en premier par des figures telles que Roland Hernaez, Robert Duboust, Daniel Dubois, Georges Hernaez, Raymond Jugeau, Gérard Regnier, Bernard Burlion, Max Lormeteau, Daniel Laurent, Serge Eisenhuth et Louis Mercier.

##### Experts récents
Dominique Bouny (6e dan, breveté d’état, président de la ligue Bretagne de Karaté et impliqué dans l’Association Nationale de Nihon Taijitsu) et Patrick Fezay ont été nommés en 1997, suivis par Thierry Durand en 1998. Plus récemment, Laurent Larivière, Serge Rebois et Richard Folny ont également reçu le titre de Renshi par Sensei Roland Hernaez.

#### Titres japonais (honorables)
Ces titres complémentaires, attribués depuis la fin des années 1970, se déclinent en plusieurs niveaux :
- Renshi : Minimum requis 4e dan, brevet d’état, excellence technique et rédaction d’un essai ou publication (équivalent à un Bachelor of arts).
- Kyoshi : Accessible deux ans après le 6e dan et le titre de Renshi, requiert des connaissances approfondies et une méthode d’enseignement de qualité (équivalent à un Master of Fine Arts).
- Hanshi : Attribué à partir du 8e dan et après 50 ans d’expérience, ce titre honore le caractère, la moralité et les contributions aux arts martiaux (équivalent à un Doctor of Philosophy).
- Shihan : Pour le niveau minimum requis 7e dan et le titre de Kyoshi, désignant le chef instructeur.
- Meijin : Titre exceptionnel réservé au 10e dan et à une pratique d’au moins 35 ans, souvent attribué à titre posthume, signifiant « grand maître » ou « être d’exception ».
- Soke : Responsable de style ou d’école (Ryu Ha) chargé de la direction par héritage.

## Recherches historiques et références
Divers auteurs et ouvrages ont apporté des éclairages sur l’évolution du taijitsu et ses multiples appellations.
Dans La force millénaire (p.22), maître Hernaez évoque des ryu célèbres du XVIIe siècle, et sur la page 23 il mentionne l’appellation Koshi no Mawari. Un dossier préparé par André Louka (Kyoku Budo, septembre 1994) insiste sur l’usage du terme Taijutsu en époque Edo pour désigner le « art du corps ».
Henri Plée, dans L'Art sublime et ultime des points vitaux, mentionne vingt styles de Jujūtsu entre 1574 et 1700. Howard Reid et Mickael Croucher évoquent le Taihojutsu dans le Larousse des arts martiaux (1987) tandis que Renjiro Shirata (1912-1993) désigne le Taijutsu dans une interview de 1984.
Le bulletin fédéral no 0 de 1987 indique que le Taijitsu puise en partie dans le Yoseikan Budo et le Shōrinji kenpō et rappelle le rôle de Jim Alcheik comme précurseur en Europe.
Enfin, le livre Nihon Taijitsu 1993 de Roland Hernaez et d’autres ouvrages témoignent des multiples influences et évolutions techniques, évoquant notamment le Daito Ryū, le Gyokushin Ryu Ninpō et d’autres formes anciennes.